# Вечность и один день (фильм, 1943)
«Вечность и один день» (англ. Forever and a Day) — американский военный фильм, снятый во время Второй мировой войны. В его создании приняли участие 7 режиссёров (все они также выступили продюсерами), 22 сценариста и 78 известных актёров.

## Сюжет
Осенью 1940 года американец Гейтс Тримбл-Помфрет отправляется в Лондон, чтобы продать находящийся в его окрестностях свой старинный особняк. Там он знакомится с нынешней обитательницей дома, Лесли Тримбл, которая всячески пытается отговорить молодого человека от продажи. Поскольку нацисты регулярно бомбят город, им приходится провести целую ночь в бомбоубежище, где девушка рассказывает американцу историю особняка с 1804 года, когда он был построен, до нынешнего времени; а также о давних связях семейств Тримблов и Помфретов.

## В ролях
- Кент Смит — Гейтс Тримбл-Помфрет
- Рут Уоррик — Лесли Тримбл
- Обри Смит — адмирал Юстас Тримбл
- Рэй Милланд — лейтенант Уильям Тримбл
- Мэй Уитти — миссис Люси Тримбл
- Джесси Мэттьюс — Милдред Тримбл
- Анна Ли — Корнелия Тримбл
- Брайан Ахерн — Джим Тримбл
- Роберт Каммингс — Нед Тримбл
- Эдвард Хортон — сэр Энтони Тримбл-Помфрет
- Патрик Ноулз — сын Тримбл-Помфрета
- Джун Дюпре — Джулия Тримбл-Помфрет
- Исобел Элсом — леди Тримбл-Помфрет
- Венди Барри — Эдит Тримбл-Помфрет
- Клод Рейнс — Эмброуз Помфрет
- Иэн Хантер — Декстер Помфрет
- Чарльз Лоутон — Беллами, дворецкий Декстера
- Реджинальд Гардинер[англ.] — помощник управляющего гостиницы
- Виктор Маклаглен — Арчибальд Спавин, швейцар гостиницы
- Эльза Ланчестер — служанка в гостинице Мейми
- Артур Тричер[англ.] — второй наблюдатель за воздухом
- Джун Локхарт — девушка в бомбоубежище
- Седрик Хардвик — мистер Дабб
- Герберт Маршалл — священник в бомбоубежище
- Эдмунд Гвенн — Стаббс
- Ламсден Хэр[англ.] — Фитч
- Джин Локхарт — Кобблуик
- Анна Нигл — Сьюзан Тренчард
- Клод Аллистер[англ.] — Уильям Барстоу
- Реджинальд Оуэн — адвокат Симпсон
- Бастер Китон — помощник водопроводчика
- Монтегю Лав — сэр Джон Банн
- Сесил Келлауэй — гость на обеде
- Айда Лупино — служанка Дженни
- Эрик Блор[англ.] — дворецкий Чарльз
- Мерл Оберон — Марджори Исмей
- Уна О'Коннор — миссис Каролин Исмей
- Эмили Фицрой — миссис Фалчер
- Ричард Хэйдн — мистер Батчер
- Одетт Миртил[англ.] — мадам Гэби
- Найджел Брюс — майор Гэрроу
- Роланд Янг — Генри Берринджер
- Глэдис Купер — миссис Берринджер
- Дональд Крисп — капитан Мартин
- Роберт Кут — слепой офицер

## Премьерный показ в разных странах
- США — 21 января 1943
- Швеция — 27 сентября 1943
- Португалия — 13 марта 1944
- Италия — 22 августа 1945
- Франция — 18 октября 1947
- Гонконг — 3 июня 1948
- Дания — 10 ноября 1952
- Бельгия — 20 февраля 1953
- Австрия — 13 ноября 1953
- Филиппины — 4 марта 1954 (только в Давао)
- Германия — 5 августа 1993 (показ по ТВ)
- Финляндия — 6 августа 1995 (показ по ТВ)